# Sierra-Klasse (1912)
| Sierra-Klasse (1912)                                | Sierra-Klasse (1912)                                                       | Sierra-Klasse (1912)                                                       |
| Die ehemalige Sierra Nevada als brasilianische Bagé | Die ehemalige Sierra Nevada als brasilianische Bagé                        | Die ehemalige Sierra Nevada als brasilianische Bagé                        |
| --------------------------------------------------- | -------------------------------------------------------------------------- | -------------------------------------------------------------------------- |
| Stapellauf:                                         | 24. August 1912 – 5. Dezember 1912                                         | 24. August 1912 – 5. Dezember 1912                                         |
| Indienststellung:                                   | Dezember 1912 – 24. Februar 1913                                           | Dezember 1912 – 24. Februar 1913                                           |
| Bauwerften:                                         | Bremer Vulkan, Vegesack, BauNr. 559/560 AG Vulcan Stettin, Bau Nr. 328/329 | Bremer Vulkan, Vegesack, BauNr. 559/560 AG Vulcan Stettin, Bau Nr. 328/329 |
| Schwesterschiffe:                                   | Sierra Ventana, Sierra Salvada, Sierra Nevada, Sierra Cordoba              | Sierra Ventana, Sierra Salvada, Sierra Nevada, Sierra Cordoba              |
| ähnlich:                                            | Sierra Nevada (II) AG Vulcan Stettin, 1922, 8753 BRT                       | Sierra Nevada (II) AG Vulcan Stettin, 1922, 8753 BRT                       |
| Passagiere:                                         | 115–119 I. Klasse 74 II. Klasse 1270 oder 1200 Zwischendeck                | 115–119 I. Klasse 74 II. Klasse 1270 oder 1200 Zwischendeck                |
| Besatzung:                                          | 160 Mann                                                                   | 160 Mann                                                                   |
| Technische Daten                                    |                                                                            |                                                                            |
| Vermessung:                                         | 8226–8262 BRT                                                              | 8226–8262 BRT                                                              |
| Tragfähigkeit:                                      | 8.300–8.800 tdw                                                            | 8.300–8.800 tdw                                                            |
| Länge über alles:                                   | 138,05–139,59 m                                                            | 138,05–139,59 m                                                            |
| Breite:                                             | 17,07 m                                                                    | 17,07 m                                                                    |
| Tiefgang:                                           | ? m                                                                        | ? m                                                                        |
| Maschinenanlage:                                    | 2 Dreifach-Expansions-Dampfmaschinen                                       | 2 Dreifach-Expansions-Dampfmaschinen                                       |
| Anzahl der Schrauben:                               | 2                                                                          | 2                                                                          |
| Leistung:                                           | 4300 bzw. 4200 PSi                                                         | 4300 bzw. 4200 PSi                                                         |
| Höchstgeschwindigkeit:                              | 13 kn                                                                      | 13 kn                                                                      |
| Verbleib                                            |                                                                            |                                                                            |
| 1912–1919: NDL 1936–1963: Verlust / Abbruch         |                                                                            |                                                                            |

Durch die vier neuen Passagier- und Frachtdampfer der Sierra-Klasse versuchte der Norddeutsche Lloyd ab 1912 einen höheren Anteil am Passagierverkehr nach Südamerika zu gewinnen. Anders als die vorgehenden Dampfer mit Passagiereinrichtung verfügten die neuen Dampfer über zwei Kabinenpassagierklassen (115–119 I. Klasse, 74 II. Klasse) neben einer Zwischendeckskapazität für Auswanderer (1270 oder 1200 Plätze).

## Dienst beim NDL
Es wurden vier Dampfer bei der AG Vulcan Stettin (Bau-Nr. 328/329) und dem Bremer Vulkan (Bau-Nr. 559/560) bestellt.
Beide Werften lieferten ihr erstes Schiff noch 1912 ab, der zweite Neubau folgte Anfang des Jahres 1913. Die vier Neubauten waren mit 8226-8262 BRT vermessen und hatten eine Tragfähigkeit von 8300 tdw (Stettiner Lieferung) bzw. 8800 tdw, waren 138,05 m bzw. 139,59 m lang und 17,07 m breit. Angetrieben von zwei Dreifachexpansions-Dampfmaschinen von 4300 bzw. 4200 PS liefen die Schiffe 13 kn und benötigten 160 Mann Besatzung.
Die vier Schiffe kamen schnell hintereinander in Fahrt und fuhren im Verbund mit den Schwesterschiffen vom Bremer Vulkan Gotha und Giessen (1907/1908 geliefert, 8200 tdw, ~50 Passagiere II. Klasse, früher ~20) beziehungsweise Coburg und Eisenach (1910 geliefert, 8140 tdw, ~65 II. Passagiere, früher ~ 40), deren Kabinenzahl 1912 auch erheblich erweitert wurde. Von den ersten Brasiliendampfern des NDL waren 1914 nur noch Crefeld und Aachen im Einsatz.
Der einzige echte Passagierdampfer, den der NDL auf der Strecke Bremerhaven-Río de la Plata zum Einsatz brachte, war die 1902 bis 1904 eingesetzte Schleswig, die aber ab 1904 im Mittelmeer zum Einsatz kam.
| Verbleib 1914  | Verbleib 1914 | Verbleib 1914 | Verbleib 1914 | Verbleib 1914 | Verbleib 1914             |
| -------------- | ------------- | ------------- | ------------- | ------------- | ------------------------- |
| Name           | Bau-Nr.       | Stapellauf    | Ablieferung   | Jungfernreise | 1914                      |
| Sierra Nevada  | 328           | 24.08.1912    | ...12.1912    | 04.01.1913    | 10.09.1914 Pernambuco     |
| Sierra Cordoba | 329           | 02.11.1912    | 08.02.1913    | 15.02.1913    | 08.1914 Buenos Aires      |
| Sierra Ventana | 559           | 12.10.1912    | 21.12.1912    | 18.01.1913    | 26.08.1914 Lazarettschiff |
| Sierra Salvada | 560           | 05.12.1912    | 24.02.1913    | 01.03.1913    | 08.1914 Rio de Janeiro    |

## Kriegseinsatz

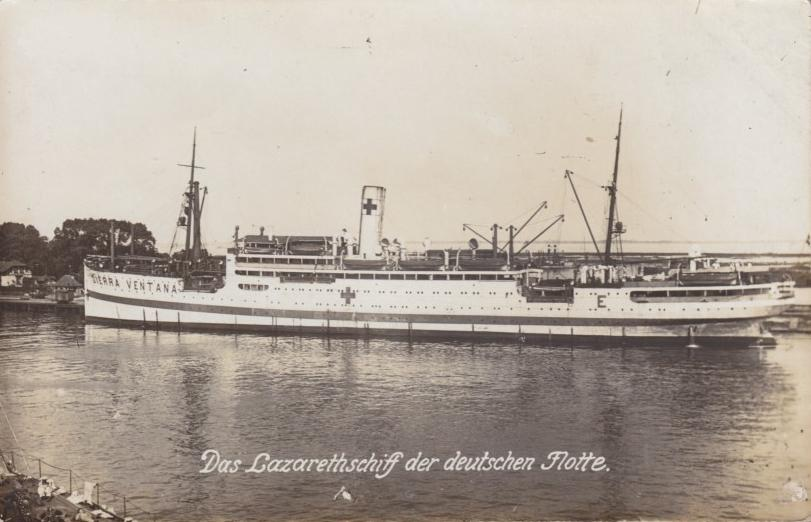
Die Sierra Ventana als Hospitalschiff (1915)

Sierra Nevada und Sierra Salvada wurden 1914 in Brasilien aufgelegt und wurden 1917 von der brasilianischen Regierung beschlagnahmt. Sie kamen als Bage und Avaré für den Lloyd Brasileiro in Fahrt.
Die in Buenos Aires befindliche Sierra Cordoba wurde als Versorger des Hilfskreuzers Kronprinz Wilhelm mit 1700 t Kohlen, Arbeitskleidung, Schuhen und Versorgungsgütern ausgerüstet. Sie traf Mitte Oktober 1914 vor der brasilianischen Küste mit dem Hilfskreuzer zusammen, übergab ihre Güter (am 23. Oktober wurden innerhalb eines Tages 700 t Kohlen auf See umgeladen) und übernahm dessen Gefangene, die sie Ende November nach Montevideo brachte. Nach der Falklandschlacht wurde sie am 18. Dezember aus Montevideo mit 1600 t Kohlen, Proviant und Ersatzteilen zur Unterstützung des Kreuzers Dresden entsandt. Sie lief am 24. Dezember 1914 in die Magellan-Straße ein und besuchte Punta Arenas. Anschließend wurde sie vom britischen Panzerkreuzer Kent kontrolliert. Da in neutralen Gewässern, konnte er sie nicht aufhalten und deutschen Lotsen gelang es, sie in einer nicht kartierten Bucht – wie auch schon die Dresden – zu verbergen. Allerdings lagen die Schiffe nun in verschiedenen Buchten und erst am 19. Januar 1915 gelang die Zusammenführung der beiden deutschen Schiffe, die zuletzt in Punta Arenas gesichtet worden waren (die Dresden vor 37 Tagen und die Sierra Cordoba vor 26 Tagen). Am 13. Februar brachen beide aus der Magellanstraße in den Pazifik aus und müssen dabei den britischen Panzerkreuzer HMS Carnarvon sehr dicht passiert haben. Sie versuchten dann, auf den bekannten Dampferwegen vor der chilenischen Küste Dampfer aufzubringen, konnten jedoch nur Segler finden. Da die Kohlenvorräte schwanden, wurde die Sierra Cordoba am 3. März nach Callao, Peru entlassen, wo sie 1200 t Kohlen übernahm und dann wieder in See ging. Allerdings erreichte sie die Dresden nicht mehr, die am 14. März bei der Robinson-Insel von britischen Streitkräften versenkt wurde. Die Sierra Cordoba kehrte nach Callao zurück und wurde 1917 von der peruanischen Regierung beschlagnahmt und in Callao umbenannt. Sie wurde von den USA gechartert, kam am 26. April 1919 in den Dienst der US-Navy und machte zwei Reisen von New York und Norfolk nach Saint-Nazaire und Brest zwischen dem 27. Juni und 3. September 1919, um Soldaten und Pflegepersonal in die Vereinigten Staaten zurückzuführen. Am 20. September 1919 wurde sie außer Dienst gestellt und vom US-Schifffahrtsministerium übernommen.
Das einzige in Deutschland befindliche Schwesterschiff Sierra Ventana wurde am 26. August 1914 als Lazarettschiff der Kaiserlichen Marine in Dienst genommen und blieb bis zum November 1918 in Dienst.
Der Versailler Vertrag legte fest, dass der größte Teil der deutschen Handelsflotte im Rahmen der Reparationen an die Siegermächte ging.
Die Sierra Ventana wurde am 26. Januar 1920 an Frankreich ausgeliefert.

## Nachkriegseinsätze
Die 1919 an die USA abgegebene Callao ex Sierra Cordoba wurde 1922 an die Dollar Line verkauft, die sie als Ruth Alexander einsetzte. Die Reederei firmierte 1938 als American President Lines. Am 31. Dezember 1941 wurde sie vor Balikpapan durch einen japanischen Luftangriff versenkt.
Die am 26. Januar 1920 an Frankreich ausgelieferte Sierra Ventana kam 1921 als Alba für die Compagnie de Navigation Sud-Atlantique in Fahrt. 1926 wurde sie an die Compagnie des Chargeurs Reunis als Amerique übertragen. 1936 wurde sie als erstes der Schwesterschiffe abgebrochen.

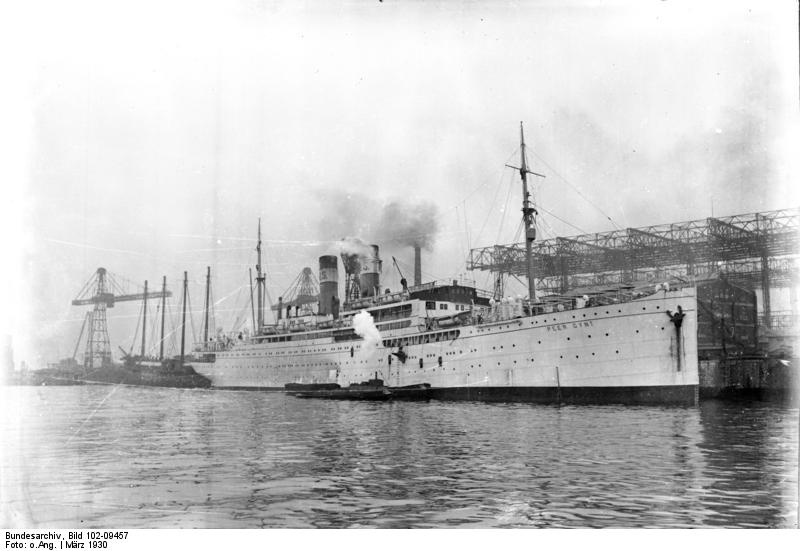
Der Dampfer Peer Gynt

Die brasilianische Bage lief 1918–1926 in Charter für die französische Regierung, danach wieder für den Lloyd Brasileiro. Am 1. August 1943 wurde sie nordöstlich von Bahia durch das deutsche U-Boot U 185 versenkt.
Die ebenfalls in brasilianischen Diensten befindliche Avaré kenterte beim Ausdocken in der Hamburger Vulkan-Werft. 39 Mann kamen dabei ums Leben. Das zwei Monate später wieder gehobene Schiff wurde aufgelegt und kam nach Reparatur und Umbau – jetzt mit zwei Schornsteinen – im Juli 1924 als Peer Gynt für die Reederei Viktor Schuppe, Stettin, in Fahrt, die sie auf Kreuzfahrten für bis zu 284 Passagiere einsetzte.
Die Peer Gynt lief am 15. August 1924 von Stettin zur ersten Norwegenfahrt aus, der am 4. September noch eine weitere folgte. Dann wurde sie nach Hamburg verlegt, wo am 17. September eine vierwöchige Mittelmeerfahrt begann. 1925 war das Schiff überwiegend im Mittelmeer eingesetzt. Im Dezember 1926 wurde sie nach Italien verkauft und in Neptunia umbenannt, gelangte aber schon im September 1927 als Oceana der HAPAG wieder unter deutsche Flagge.
Die Oceana wurde weiter im Mittelmeer eingesetzt und hatte (wie die Lützow des Norddeutschen Lloyds bereits im Vorjahr), ein Junkers F 13-Schwimmerflugzeug an Bord, mit dem die Passagiere Rundflüge in den Anlaufhäfen unternehmen konnten. 1928 führte sie für die HAPAG fünf Mittelmeerfahrten (zum Teil bis ins Schwarze Meer), drei Norwegenfahrten und im August eine 17-tägige Ostseefahrt durch.

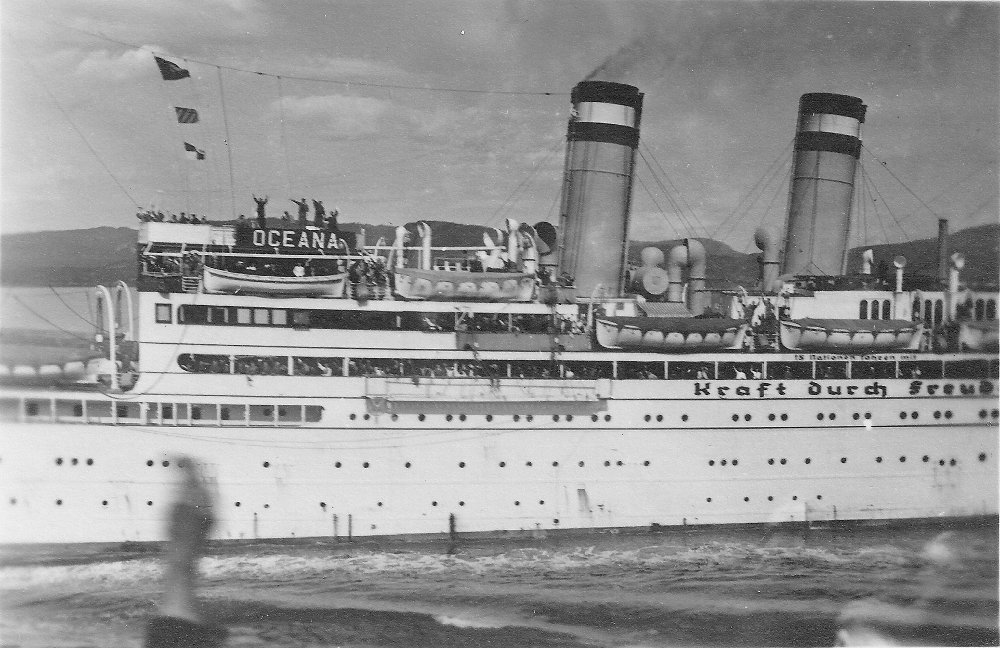
KdF-Kreuzfahrtschiff Oceana

Danach wurde noch vom 5. bis 30. September eine „Atlantik-Kreuzfahrt“ von Hamburg über Southampton, Portugal, Madeira nach Teneriffa und zurück über Nordafrika, Spanien und die Isle of Wight angeboten. Für diese Fahrt soll erstmals der Begriff „Kreuzfahrt“ verwandt worden sein. In den folgenden Jahren wurden ähnliche Programme angeboten. Das Kreuzfahrtschiff der HAPAG führte ab 1934 KdF-Fahrten für die Deutsche Arbeitsfront durch, an die das Schiff auch 1938 verkauft wurde. Sie nahm an der sogenannten 1. Madeira-Fahrt der DAF teil, bei der am 15. März 1935 ab Hamburg auch die Sierra Cordoba (II), die Der Deutsche ex Sierra Morena, die Stuttgart und die St. Louis teilnahmen. Neben kurzen Fahrten nach Norwegen und den längeren Atlantikfahrten wurden ab Herbst 1935 auch Mittelmeerfahrten ab Genua angeboten, wohin die Oceana im Winter verlegt wurde. Ab 1939 Wohnschiff der Kriegsmarine in Gdingen, später Stettin wurde die Oceana 1945 von den Briten in Flensburg in Dienst genommen. Am 13. Oktober 1945 erlitt sie nahe Helgoland auf der Position 54° 0′ N, 7° 52′ O einen Minentreffer auf dem Heimattransport nach Hamburg mit deutschen Internierten an Bord. Sie wurde eingeschleppt und in Hamburg repariert und sollte als Empire Tarne wieder in Dienst kommen. Im Februar 1946 wurde sie an die Sowjetunion abgegeben. Dort wurde sie in Sibir umbenannt und diente als Depotschiff an der Pazifikküste, 1958 aufgelegt und 1963 abgebrochen. Die ehemalige Sierra Salvada war damit das Schwesterschiff mit der längsten Dienstzeit.

## Sierra Nevada(II) dannMadrid(1922–1941)

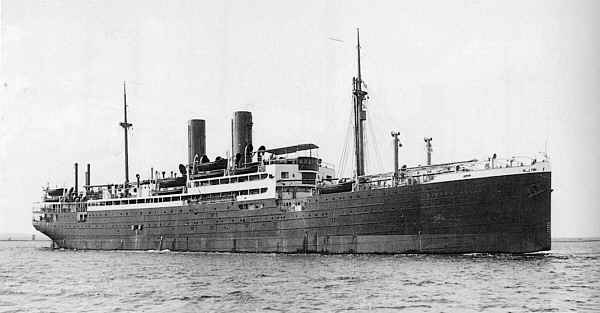
Die zweite Sierra Nevada, später Madrid

Die Sierra Nevada (II) wurde als Bau-Nr. 666 beim Stettiner Vulcan für den Südamerika-Dienst des NDL gebaut. Sie besaß im Gegensatz zu den Vorkriegsschiffen zwei Schornsteine, wobei der hintere nur eine Attrappe war, um das Schiff länger erscheinen zu lassen. Sie war 8753 BRT groß, war 133,50 m lang und 17,25 m breit. Sie erreichte eine Geschwindigkeit von 13,5 kn und konnte 112 I. Klasse-, 82 II. Klasse- und 1115 III. Klasse-Passagiere befördern.
Ihr Stapellauf war am 22. Mai 1922 und am 6. September 1922 begann sie ihre Jungfernfahrt von Bremen nach New York (zwei Reisen). Erst Ende 1922 fuhr sie das erste Mal nach Südamerika. Im Juli 1925 wurde sie in Madrid umbenannt und die Passagierunterkünfte umgebaut. Die Umbenennung erfolgte wohl auch, weil der NDL inzwischen drei neue, wesentlich größere Sierra-Schiffe in Fahrt hatte. 1927 führte die Madrid erstmals eine Ostsee-/ Skandinavien-Kreuzfahrt durch. Gelegentlich erfolgten Einsätze als Kreuzfahrtschiff bis 1932. 1929 war die Madrid in einem Fahrplan mit Weser (III) und Werra (II), 9450 BRT, gebaut 1922/23, auf der Linie Bremen, Vigo, Lissabon, Madeira, Teneriffa, (Bahia), Rio de Janeiro, Santos, (Sao Francisco do Sul), (Rio Grande do Sul), Montevideo bis Buenos Aires eingesetzt. Sierra Córdoba (II), Sierra Morena und Sierra Ventana (II) der neuen Sierra-Klasse bedienten daneben die Linie Bremen, Boulogne, Vigo, Lissabon, Madeira, Rio de Janeiro, Santos, Montevideo, Buenos Aires. Darüber hinaus kam noch die Gotha im Passagierverkehr nach Südamerika zum Einsatz. 1932 kam sie auf der verstärkten Ozean-Linie nach Kuba und Mexiko mit den Ex-Schuldt-Schiffen Merkur und Rio Panuco und zwei neuen Sierra-Dampfern zum Einsatz.
Im Zuge der Neuordnung der deutschen Linienschifffahrt mussten 1934 NDL und HAPAG ihre Südamerika-Ostküsten-Fahrt aufgeben und Schiffe abgeben. So wurde die Madrid am 16. Mai 1934 an die Hamburg-Südamerikanische Dampfschifffahrtsgesellschaft verkauft, aber war weiterhin in Bremen registriert. Bei Kriegsbeginn befand sie sich in Las Palmas. 1940 gelang ihr der Blockadedurchbruch nach Saint-Nazaire. Der zweite Schornstein wurde entfernt und ab dem 15. Februar 1941 diente sie als Wohnschiff für U-Bootbesatzungen. Am 9. Dezember wurde sie bei einem britischen Luftangriff in der Nähe von Den Helder vor der Küste von Nordholland versenkt. Dabei starben 12 Menschen.